# La pitufina
La pitufina o La pitufita (en el francés original, La Schtroumpfette) es la décima historia de la serie Los pitufos, escrita y dibujada por Peyo para su publicación en 1966. 

## Trayectoria editorial
Se publicó por primera vez en los números 1459 a 1484 de la revista Spirou de 1966.
Al año siguiente fue recopilada en un álbum homónimo, junto a Los pitufos tienen hambre.
En España, fue publicada por:
- Argos como álbum en 1969, con el título de La pitufita;
- Bruguera en las revistas "Zipi y Zape" (1979) y "Pulgarcito" (1981) y como álbum en 1979, también con el título de La pitufita;
- Planeta-DeAgostini en 2006, ya con el título de La pitufina.

## Argumento
El brujo Gargamel desea vengarse de los pitufos y para ello decide crear una pitufita, que los seduzca y cause que se peleen por ella. Gargamel hace a la pitufita de arcilla y luego la sumerge en una poción para darle vida.
Al día siguiente, en el bosque, un pitufo encuentra a la pitufita, a la que solo puede describir como "un pitufo con falda y pelo largo", y la lleva a la aldea pitufa. Allí, el Gran Pitufo pregunta por algún pitufo que le ceda su casa a la pitufita, y cuando ninguno lo hace, elige al azar que se quedará en casa del Pitufo con Gafas y éste en la del Pitufo Vanidoso, y así sucesivamente, hasta que inevitablemente queda un pitufo sin casa esa noche.
Al día siguiente, los pitufos van a trabajar en la represa y la Pitufita los acompaña. La Pitufita se entromete en todo, lo que molesta a los pitufos. Al volver a la aldea, la Pitufita hace una buena cena, pero se le quema por distraerse conversando con el Pitufo Vanidoso. Luego, cuando todos ya están cansados, decide que haya una fiesta, e impone su estilo de baile y canto que no gusta nada a los pitufos.
Pasan los días y la Pitufita sigue inmiscuyéndose en la vida de los pitufos, hasta que se hartan y le piden consejo al Pitufo Bromista, que fragua una broma: le hacen creer que ha engordado (cosen sus vestidos, alteran una báscula, ponen un espejo que la hace ver más gruesa, etc). Deprimida, la Pitufita se da cuenta de que no es bonita y el Gran Pitufo, tras enterarse de lo que hicieron los pitufos, decide ayudarla: pasa días haciéndole cirugía estética y como resultado la Pitufita queda con cabello rubio y rasgos más delicados, lo que causa que los pitufos se enamoren perdidamente de ella.
Los pitufos le organizan entonces fiestas a la Pitufina, pintan la represa de color rosa cuando ella lo pide y cada uno trata de ganar su amor de diferentes maneras, peleándose entre sí. El Gran Pitufo se mantiene como la voz de la razón, a pesar de que también se siente atraído por la Pitufita.
Una mañana, el Pitufo Poeta encuentra a la Pitufita en la represa. Ella le pide que abra la compuerta para ver correr el agua. El Pitufo Poeta abre la represa por un momento pero después no consigue cerrarla y la Aldea Pitufa se inunda. Después que todos se pongan a salvo y el Gran Pitufo logre cerrar la represa, se entera de que la Pitufita fue la responsable indirecta y la regaña. Ofendida, la Pitufita decide decirle a todos que volverá con el brujo Gargamel. Tras oír esto, el Gran Pitufo la manda arrestar y la somete a juicio.
En el juicio, todos los pitufos hablan en favor de la Pitufita, excepto el Gran Pitufo, que se mantiene neutral como juez, y el Pitufo con Gafas, que como fiscal debe hablar en contra de la Pitufita. El Pitufo Bromista, como abogado de la Pitufita, le recuerda a todos que la Pitufita no pudo seducir a los pitufos hasta que el Gran Pitufo la hizo bonita. Finalmente, la Pitufita es declarada inocente.
La Pitufita no soporta que los pitufos sigan peleando por ella, así que abandona la aldea y deja una nota que explica su motivo y aventura la posibilidad de su vuelta.
Aunque los pitufos están tristes, el Gran Pitufo les recuerda que deben ajustar cuentas con Gargamel, así que reúnen mucha arcilla. Al final, una mujer golpea en la puerta de Gargamel y después lo persigue, mientras él jura venganza.